# Andrea Calmo
Andrea Calmo (Venezia, 1510 o 1511 – Venezia, 23 febbraio 1571) è stato un commediografo, attore teatrale e poeta italiano.

## Biografia
Mancano notizie sicure riguardanti la sua formazione culturale, e anche sulle origini le informazioni paiono contrastanti: secondo alcune fonti sarebbe nato in una umile famiglia di pastori,, mentre altre gli attribuirebbero una provenienza da una famiglia piccolo borghese veneziana.
Maggiormente documentata è la sua ascesa al successo e la stima dei suoi contemporanei, confermata dalle descrizioni immortalate da Girolamo Parabosco.
Tra le sue opere si annoverarono quattro Egloghe pastorali (1553), Rime a sfondo burlesco e immaginifico, una serie di Lettere destinate a personaggi di fantasia o reali, raramente spedite e utilizzate soprattutto come pretesto espressivo, sei commedie nelle quali si avvicinò al Ruzante per alcuni elementi popolareschi, per le sue invenzioni sceniche e per alcuni agganci con la Commedia dell'arte. Inoltre l'autore si soffermò a lungo sulle tipizzazioni e sull'uso di vari dialetti manovrati con abilità per rappresentare e ridicolizzare la vita quotidiana.
Le sei commedie furono: la Spagnolas del 1549, il Saltuzza pubblicata nel 1551, la Pozione che riprese la trama della Mandragola di Niccolò Machiavelli e la Fiorina ispirata fortemente dal Ruzante, del 1552, la Rodiana del 1553, il Travaglia composto nel 1545 e pubblicato nel 1556.

Gli intrecci delle commedie, piuttosto complessi, sono sostenuti da inganni, beffe, scene amorose ed equivoci e manifestano influenze boccaccesche. Le commedie si caratterizzarono per un linguaggio originale, costituito da parole inconsuete tratte dal gergo delle colonie greche di Venezia, oltre che per i personaggi presi dalla letteratura popolaresca. Inoltre, nelle sue commedie, diventò sempre più importante e centrale la funzione dell'attore, preminente rispetto a quella dell'autore. Le sue commedie, anche per l'assenza di tematiche politiche e religiose, ebbero una notevole influenza sugli autori del Seicento.
Intrecciò un rapporto epistolare con alcuni importanti esponenti del mondo artistico e culturale coevo, come Anton Francesco Doni, Pietro Aretino e il Tintoretto, con i quali discusse su argomenti artistici, decorativi, scenografici.
I suoi versi parvero ispirati prevalentemente dal modello del Petrarca e si caratterizzarono per il gusto del bizzarro, per la genialità e per la sonorità delle parole che li avvicinarono alle chanson dell'epoca e ai madrigali.
Andrea Calmo si inserì nel gruppo ristretto di intellettuali veneziani capace di dare un impulso verso la ricerca di uno stile moderno di scrittura, denominato "I poligrafi".
Andrea Calmo sposò Giulia, con la quale ebbe due figlie.
Andrea Calmo morì il 23 febbraio 1571.